# Anadolu Efes Spor Kulübü
L'Anadolu Efes Spor Kulübü, fino al 2011 noto come Efes Pilsen Spor Kulübü, è un club turco di pallacanestro con sede ad Istanbul. È la squadra più titolata di Turchia, avendo vinto 16 campionati e 12 coppe nazionali, la Coppa Korać nel 1996 e l’Eurolega nel 2021 e nel 2022.

## Storia
La denominazione Efes Pilsen derivava dal nome dell'azienda di bevande che lo finanzia, la Efes Pilsener; il club è stato fondato nel 1976, quando il Kadıköyspor a causa di problemi finanziari non riuscì ad iscriversi al campionato di seconda divisione. Nel 1978 ha vinto imbattuto il campionato ed è stato promosso in prima divisione, dove milita ancora oggi. Già alla prima stagione in massima serie l'Efes vinse il campionato, affermandosi come uno dei migliori club della lega.
Il club colse il proprio successo più importante nel 1996 vincendo la Coppa Korać e divenendo il primo club turco a vincere una competizione europea in uno sport di squadra.
Partecipa regolarmente all'Eurolega; nel 2000 il club giunse fino alla final four. Il risultato è stato replicato nel 2019, quando i turchi hanno perso la finale contro il CSKA Mosca.
Nel 2021 a Colonia vince per la prima volta le Final Four laureandosi campione d'Europa.
L'anno successivo si ripete a Belgrado battendo in finale il Real Madrid, facendo così il back-to-back.

## Roster 2024-2025
Aggiornato al 18 agosto 2024.
|    | Naz.                                        | Ruolo | Sportivo           | Anno | Alt. | Peso |  |
| -- | ------------------------------------------- | ----- | ------------------ | ---- | ---- | ---- |  |
| 0  | Stati Uniti (bandiera) · Turchia (bandiera) | P     | Shane Larkin       | 1992 | 180  | 79   |  |
| 1  | Francia (bandiera)                          | P     | Rodrigue Beaubois  | 1988 | 188  | 84   |  |
| 3  | Stati Uniti (bandiera) · Nigeria (bandiera) | AG    | Jordan Nwora       | 1998 | 203  | 102  |  |
| 6  | Stati Uniti (bandiera)                      | G     | Elijah Bryant      | 1995 | 196  | 95   |  |
| 8  | Turchia (bandiera)                          | C     | Salih Altuntaş     | 2006 | 210  |      |  |
| 10 | Turchia (bandiera)                          | G     | Ridvan Öncel       | 1997 | 191  | 87   |  |
| 11 | Lettonia (bandiera)                         | AG    | Rolands Šmits      | 1995 | 208  | 107  |  |
| 13 | Stati Uniti (bandiera)                      | PG    | Darius Thompson    | 1995 | 193  | 89   |  |
| 15 | Stati Uniti (bandiera)                      | G     | P.J. Dozier        | 1996 | 198  | 93   |  |
| 17 | Francia (bandiera)                          | C     | Vincent Poirier    | 1993 | 213  | 110  |  |
| 18 | Turchia (bandiera)                          | P     | Doğuş Özdemiroğlu  | 1996 | 191  | 88   |  |
| 19 | Turchia (bandiera)                          | AG    | Burak Can Yıldızlı | 1994 | 203  | 82   |  |
| 24 | Albania (bandiera) · Turchia (bandiera)     | C     | Ercan Osmani       | 1998 | 213  | 102  |  |
| 25 | Stati Uniti (bandiera)                      | C     | Daniel Oturu       | 1999 | 203  | 109  |  |
| 33 | Turchia (bandiera)                          | AP    | Erkan Yılmaz       | 1997 | 203  | 88   |  |
| 35 | Stati Uniti (bandiera)                      | AG    | Derek Willis       | 1995 | 206  | 104  |  |

### Staff tecnico
| Allenatore: | Luca Banchi                                                     |
| Assistenti: | Serhan Aydanarığ, Doruk Güneş, Tomislav Mijatović, Ümit Temoçin |

## Palmarès
- Campionato turco: 16

1978-1979, 1982-1983, 1983-1984, 1991-1992, 1992-1993, 1993-1994, 1995-1996, 1996-1997, 2001-2002, 2002-2003, 2003-2004, 2004-2005, 2008-2009, 2018-2019, 2020-2021, 2022-2023
- Coppa di Turchia: 12

1994, 1996, 1997, 1998, 2000-2001, 2001-2002, 2005-2006, 2006-2007, 2008-2009, 2014-2015, 2018, 2022
- Coppa del Presidente: 14

1986, 1992, 1993, 1996, 1998, 2000, 2006, 2009, 2010, 2015, 2018, 2019, 2022, 2024

### Competizioni internazionali
- Eurolega: 2

2020-2021, 2021-2022
- Coppa Korać: 1

1995-1996